# Niederbusch

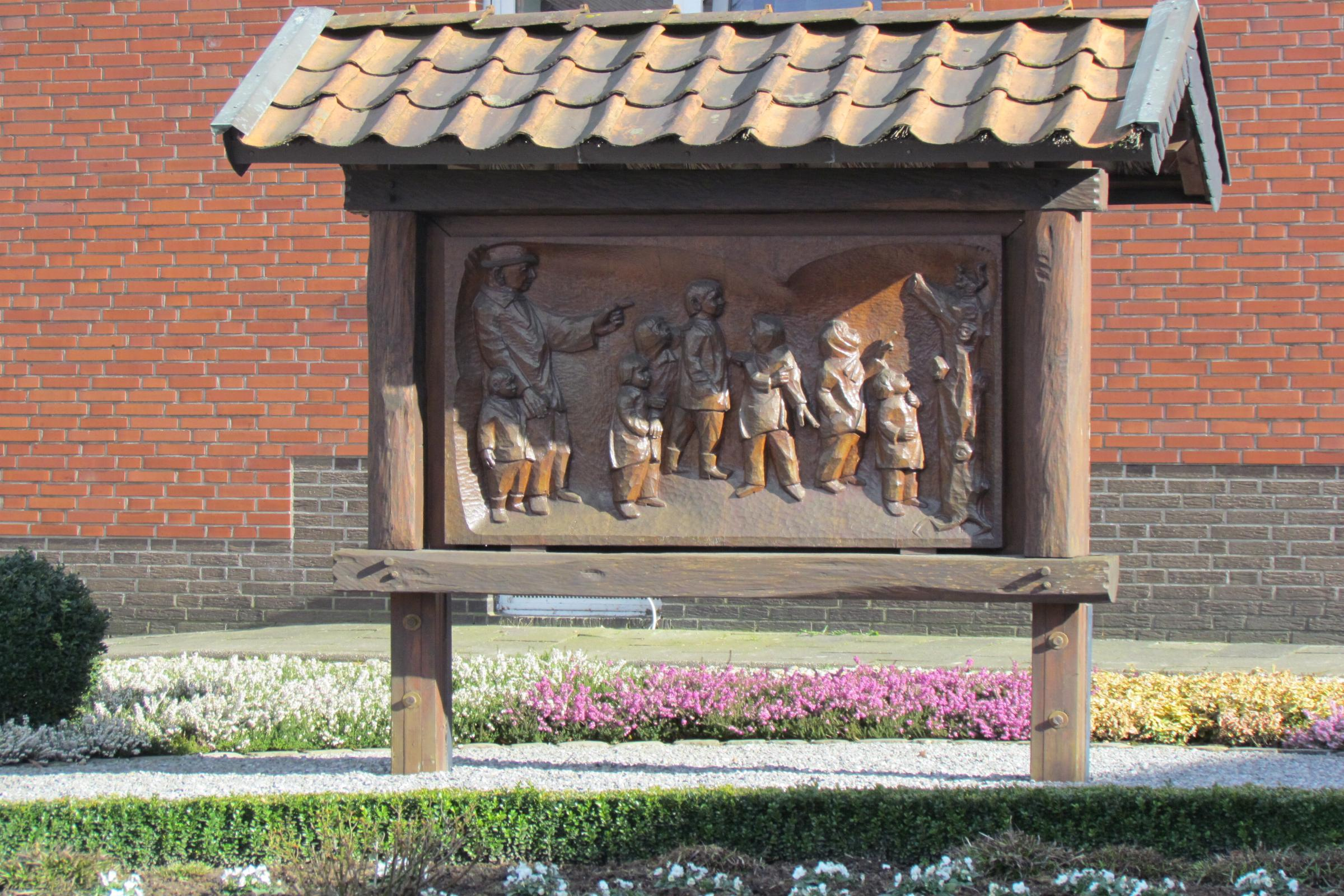
Schnitztafel in der Ortsmitte

Niederbusch ist ein Ortsteil der Gemeinde Gangelt im Kreis Heinsberg in Nordrhein-Westfalen.

## Geographie

### Lage
Niederbusch liegt circa zwei Kilometer südöstlich von Gangelt an der Landesstraße 272. Der Ort liegt am unmittelbaren Rand des Naturschutzgebietes Rodebachtal – Niederbusch. Unmittelbar westlich von Niederbusch verläuft die deutsch-niederländische Staatsgrenze; die Gebäude am westlichen Ortsrand gehören bereits zur niederländischen Gemeinde Beekdaelen.

### Gewässer
Bei Starkregen und bei Schneeschmelze fließt das Oberflächenwasser aus den Bereich Niederbusch in den Rodebach (GEWKZ 281822) und dann weiter in die Maas. Der Rodebach hat eine Länge von 28,918 km bei einem Gesamteinzugsgebiet von 173,385 km².

### Nachbarorte
| Gangelt        | Stahe                                       | Birgden   |
| Mindergangelt  | Kompassrose, die auf Nachbargemeinden zeigt | Gillrath  |
| Schinveld (NL) | Hohenbusch                                  | Nierstraß |

### Siedlungsform
Niederbusch ist ein Straßendorf, das dem Rand des Rodebachtales folgt.

## Geschichte

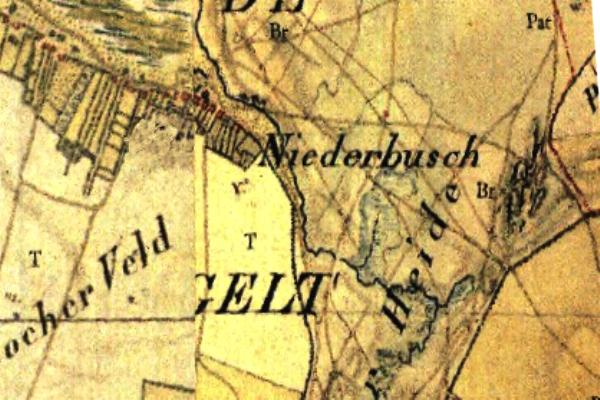
Niederbusch auf der Tranchotkarte 1803–1820

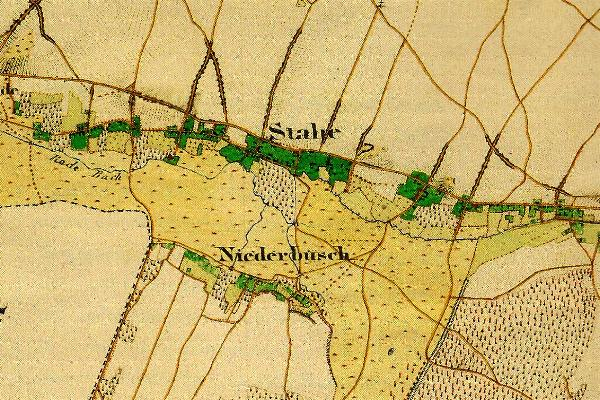
Niederbusch auf der Urkatasterkarte von 1846

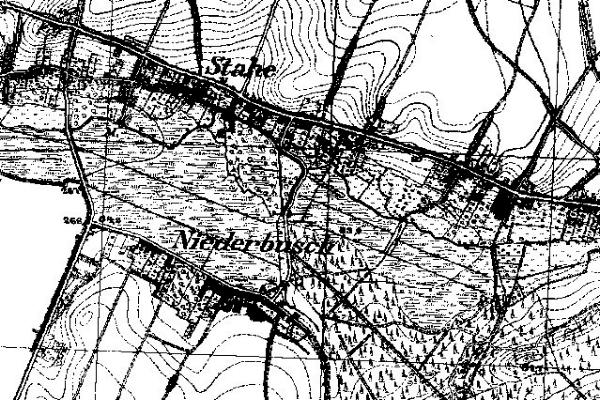
Niederbusch auf der Neuaufnahme von 1912

### Ortsname
- 1525 Nierenbusch
- 1603 uffm Nierrnbusch
- 1666 Nidderbusch
- 1820 Niederbusch

### Ortsgeschichte
Niederbusch gehörte früher zum Jülicher Amt Millen. Die an der Grenze zum Amt Geilenkirchen gelegene Siedlung gehörte zum Gericht und Kirchspiel Gangelt, seit 1924 zum Rektorat Stahe.
Niederbusch hatte 1828 insgesamt 130 Einwohner, 1852 waren es 174 Einwohner. Niederbusch bildete mit den Orten Gangelt, Hohenbusch, Kievelberg, Kreuzrath, Mindergangelt, Vinteln und Stahe die Gemeinde Gangelt. Mit dem Gesetz zur Neugliederung von Gemeinden des Selfkantkreises Geilenkirchen-Heinsberg vom 24. Juni 1969 konnte Niederbusch zum 1. Juli 1969 in der Gemeinde Gangelt verbleiben.

### Kirchengeschichte
Die Pfarre Hl. Dreifaltigkeit setzt sich aus den Orten Stahe, Niederbusch und Hohenbusch mit dem Katharinenhof zusammen. Die Bevölkerung besteht zum größten Teil aus Katholiken.
Stahe gehörte ursprünglich mit Niederstahe zur Pfarre Gangelt und Oberstahe zur Pfarre Gillrath. 1910 stifteten die Eheleute Johann Hochhausen und Agnes Linnards ein Baugrundstück für eine Kirche und ein Pfarrhaus in Niederstahe. Am letzten Sonntag vor Beginn des Ersten Weltkrieges konnte das Gotteshaus bezogen werden. Am 1. Juli 1927 wurde Stahe selbständiges Rektorat mit eigener Vermögensverwaltung. Oberstahe kam von der Pfarre Gillrath zum neuen Rektorat. Am 14. Juni 1970 war die Pfarrerhebung.
Im Zuge der Pfarrgemeindereformen im Bistum Aachen wurde die Pfarre Hl. Dreifaltigkeit in die Weggemeinschaft der katholischen Pfarrgemeinden Gangelt eingegliedert.

### Schulwesen
- Volksschule Stahe, 1925: 3 Klassen, 3 Stufen, 2 Lehrerstellen 126 Kinder
- Volksschule Stahe, 1965: 4 Klassen, 4 Lehrerstellen, 132 Kinder

## Politik
Gemäß § 3 (1) d) der Hauptsatzung der Gemeinde Gangelt bilden die Orte Stahe, Niederbusch und Hohenbusch einen Gemeindebezirk. Der wird durch einen Ortsvorsteher im Gemeinderat der Gemeinde Gangelt vertreten. Ortsvorsteher des Gemeindebezirks ist seit dem 27. September 2016 Rainer Mansel.
Ende Juni 2022 trat der Ortsvorsteher, Rainer Mansel von seinem Amt zurück.
Sein Nachfolger ist Guido Gillißen.

## Infrastruktur
Die Dörfer Stahe, Niederbusch und Hohenbusch bilden eine Dreidörfergemeinschaft und nutzen die Strukturen und das Vereinswesen gemeinschaftlich.
- Im Februar 2013 lebten in Niederbusch 553 Personen.
- Es existieren mehrere landwirtschaftliche Betriebe mit Tierhaltung, ein Pferdehof mit Reitschule, ein Bauunternehmen, ein Versicherungsvertreter und mehrere Kleingewerbebetriebe.
- Ein Sportplatz in Stahe und Tennisplätze in Niederbusch stehen zur Verfügung.
- Der Ort hat Anschluss an das Radverkehrsnetz NRW.

## Sehenswürdigkeiten

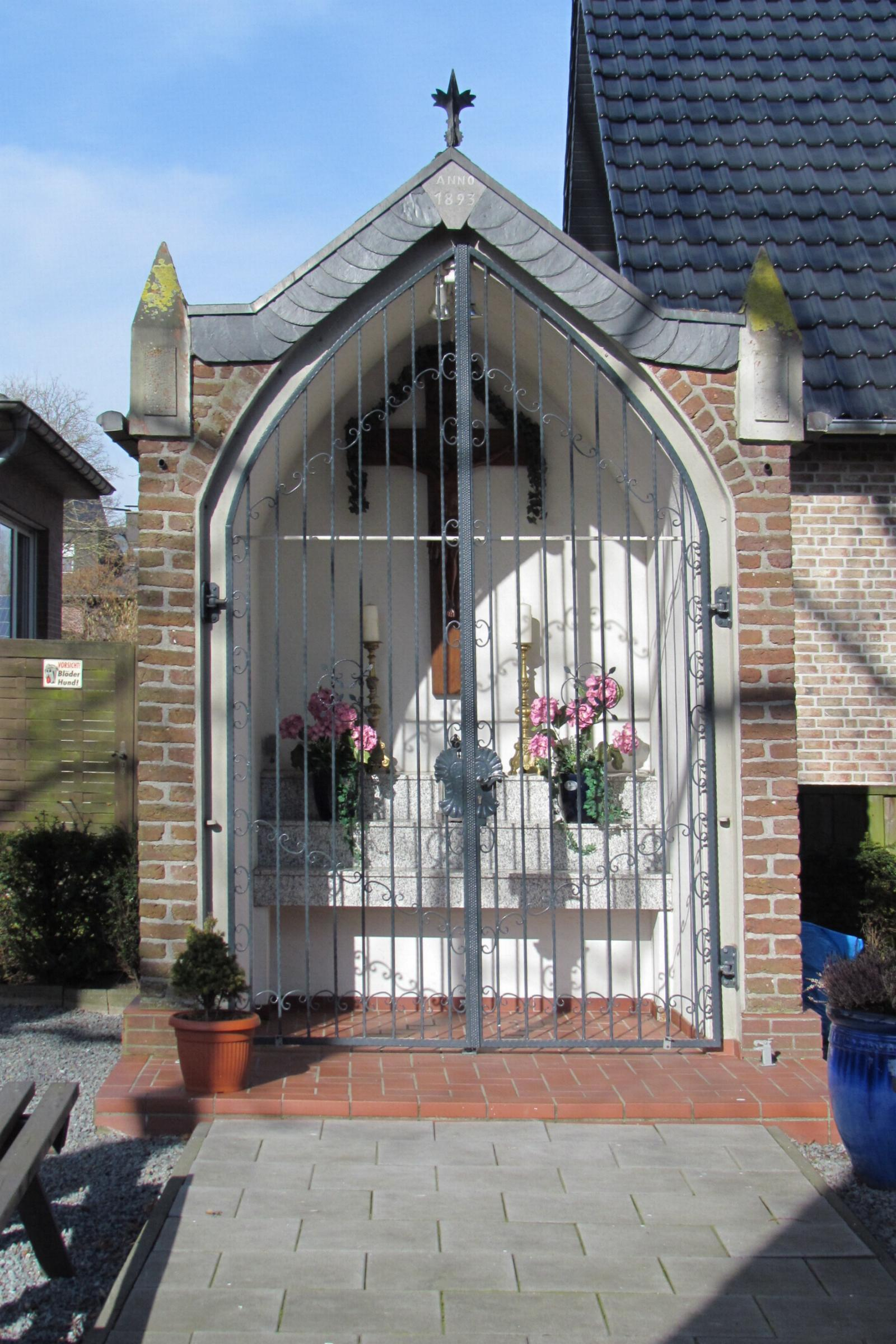
Wegekapelle in Niederbusch

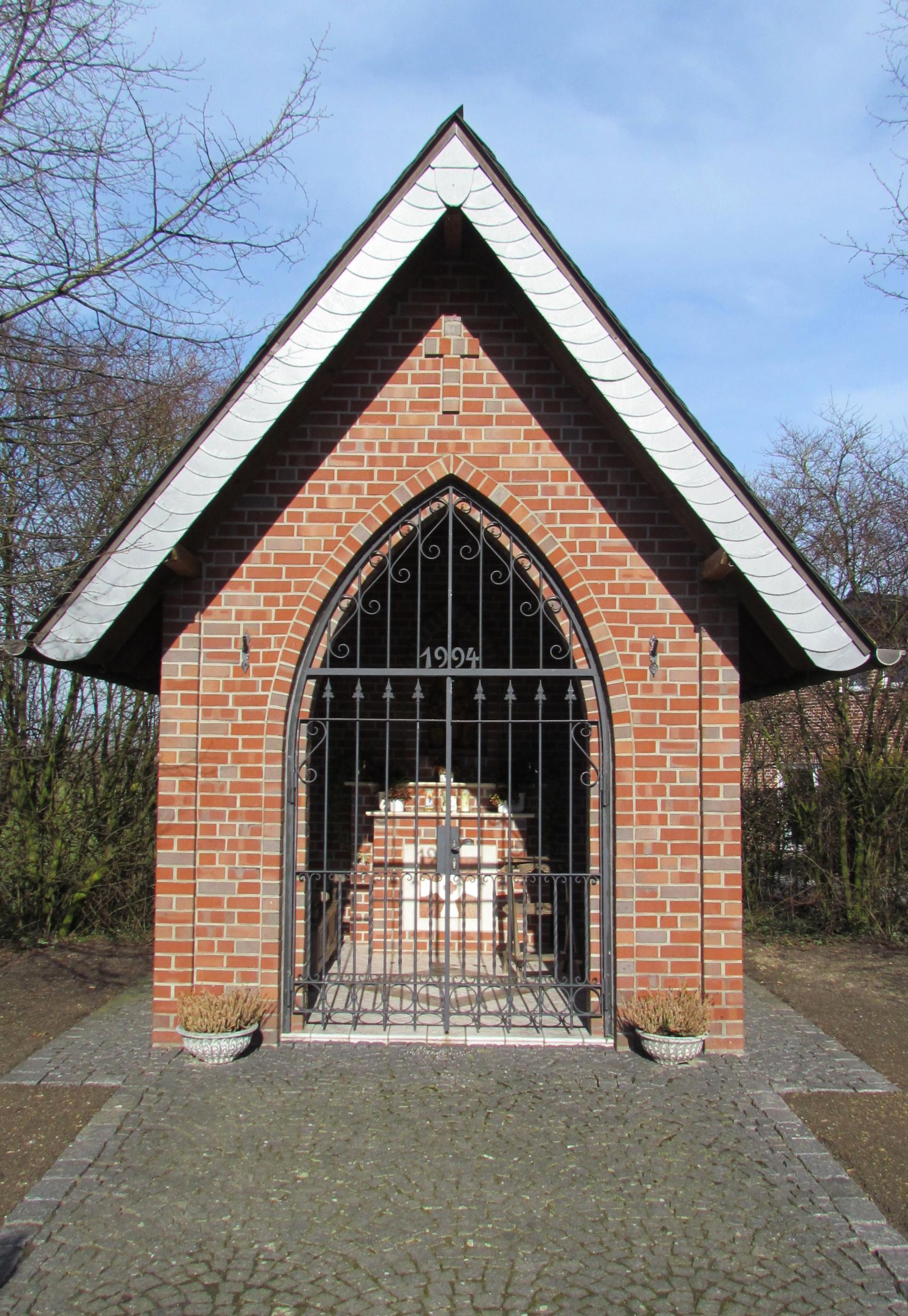
Kapelle am Ortsrand

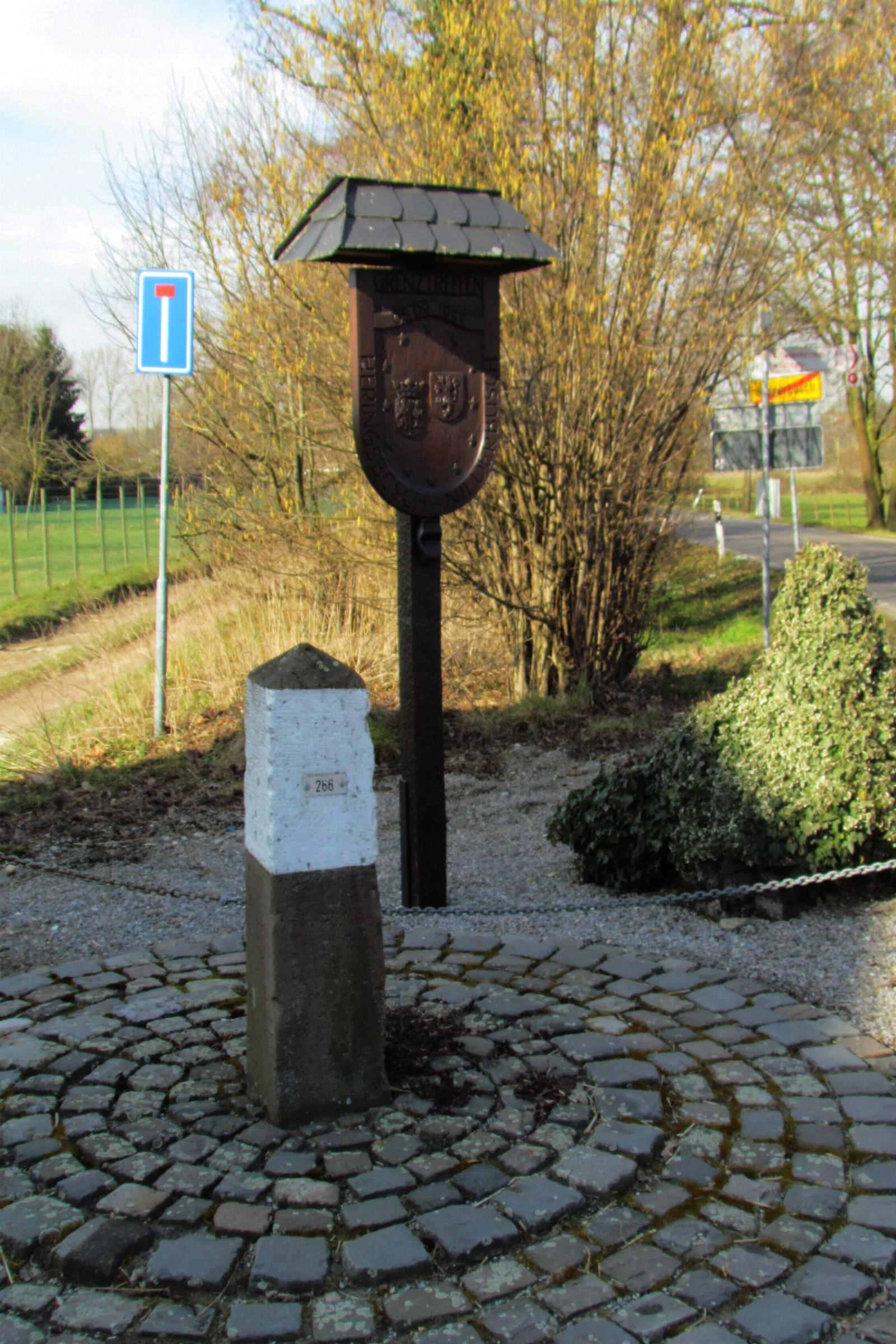
Grenzstein zu den Niederlanden

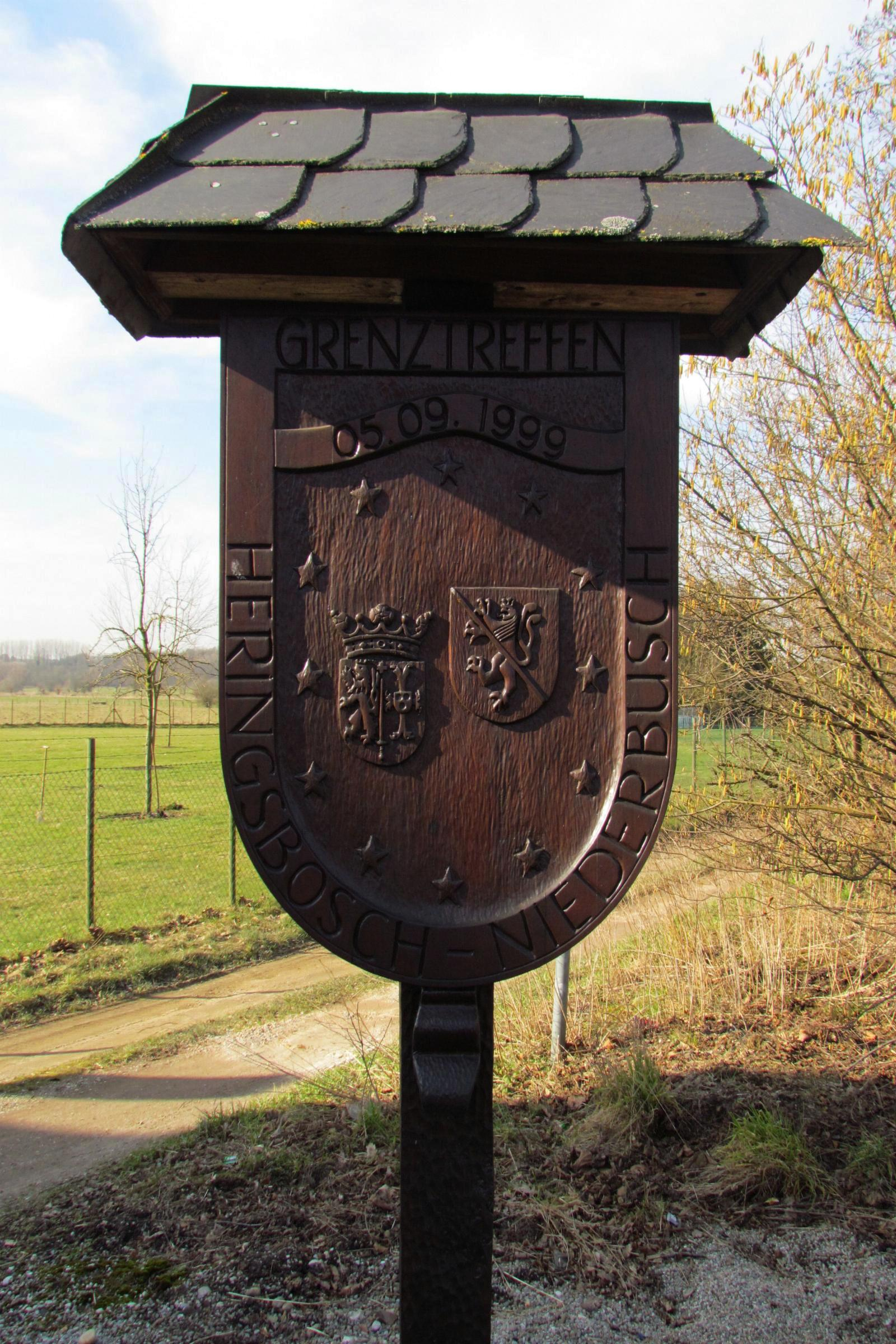
Erinnerungstafel zum Grenztreffen 1999

- Katholische Pfarrkirche Hl. Dreifaltigkeit als Denkmal Nr. 54
- Buntverglasung in der katholischen Pfarrkirche[8]
- Wegekapelle in der Ortsmitte
- Kapelle am Ortsrand

## Vereine
- Dorfverein Stahe Niederbusch Hohenbusch
- Freiwillige Feuerwehr Gangelt, Löscheinheit Stahe-Niederbusch
- St. Josef Bruderschaft Stahe-Niederbusch-Hohenbusch e. V.
- Trommler- und Pfeifercorps Stahe-Niederbusch e. V.
- Instrumentalverein Stahe-Niederbusch e. V.
- Reit- und Fahrverein Rodebachtal und Umgebung e. V.
- Chorgemeinschaft Gangelt und Stahe e. V.
- Fußball-Club FC Concordia Stahe-Niederbusch e. V.
- Katholische Frauengemeinschaft Stahe-Niederbusch e. V.
- Tennisclub TAC Stahe-Niederbusch e. V.
- Taubenverein Stahe e. V.
- Skatverein Herz-Dame Stahe-Niederbusch e. V.
- Sozialverband VdK Deutschland Ortsverband Gillrath betreut Niederbusch

## Regelmäßige Veranstaltungen
- Patronatsfest und Kirmes in Stahe
- St. Martin-Umzug in Stahe und Niederbusch

## Verkehr

### Autobahnanbindung
| BAB | Streckenabschnitt        | Anschlussstelle | Entfernung |
| --- | ------------------------ | --------------- | ---------- |
| A46 | Heinsberg – Düsseldorf   | AS Heinsberg    | 10 km      |
| A44 | Aachen – Mönchengladbach | AS Aldenhoven   | 25 km      |
| A4  | Aachen – Köln            | AS Weisweiler   | 35 km      |

### Bahnanbindung
Ab Bahnhof Geilenkirchen (ca. 10 km Entfernung)
| Linie | Linienbezeichnung | Linienverlauf                              |
| ----- | ----------------- | ------------------------------------------ |
| RE 4  | Wupper-Express    | Aachen–Mönchengladbach–Düsseldorf–Dortmund |
| RB 33 | Rhein-Niers-Bahn  | Aachen–Mönchengladbach–Krefeld–Duisburg    |

### Busanbindung
Die AVV-Linien 423 und 437 der WestVerkehr verbinden Niederbusch an Schultagen mit Stahe, Gangelt und Geilenkirchen. 
Zudem verkehrt der Multi-Bus seit dem 9. Juni 2024 kreisweit erweitert und zu einheitlichen Bedienzeiten. Mehr Informationen gibt es bei West-Verkehr.
| Linie | Verlauf |
| ----- | --- |
| 423   | (Stahe – Niederbusch) / (Kreuzrath – Birgden – Schierwaldenrath – Langbroich) – Birgden Schule oder Breberen Grundschule – (Schümm ←) Kievelberg – Hastenrath – Gangelt – Mindergangelt – Gangelt Bf – Vinteln – Langbroich |
| 437   | Geilenkirchen Bf – Bauchem – Niederheid – Hatterath – Gillrath – Stahe – Niederbusch – Gangelt – Hastenrath – Kleinwehrhagen – Großwehrhagen – Höngen                                                                       |